# Phức chất
Phức chất là loại hợp chất sinh ra do loại ion đơn (thường là ion kim loại), gọi là ion trung tâm, liên kết với phân tử hoặc ion khác, gọi là phối tử. Trong dung dịch, ion trung tâm, phối tử và phức chất đều có khả năng tồn tại riêng lẻ. Nó đã và đang là đối tượng quan tâm nghiên cứu của nhiều ngành khoa học khác nhau: hóa học, sinh học, y dược, môi trường… Trong công nghiệp hoá học, xúc tác phức chất đã làm thay đổi cơ bản quy trình sản xuất nhiều hoá chất cơ bản như acetaldehyde, acid acetic, và nhiều loại vật liệu polyme... Những hạt nano phức chất chùm kim loại đang được nghiên cứu và sử dụng làm xúc tác cho ngành "hoá học xanh" sao cho các quá trình sản xuất không gây độc hại cho môi trường, cũng như tạo lập các vật liệu vô cơ mới với những tính năng ưu việt so với các vật liệu truyền thống. Hiện nay hoá học phức chất đang phát triển rực rỡ và là nơi hội tụ những thành tựu của hoá lí, hoá phân tích, hoá học hữu cơ, hoá sinh, hoá dược… Những quá trình quan trọng nhất của sự sống như: sự quang hợp, sự vận chuyển oxi và carbon dioxide trong cơ thể, sự xúc tác enzim đã dần được sáng tỏ nhờ xác định được cấu trúc và vai trò của các phức chất đại phân tử.
Nguyên tử trung tâm  và phối tử tạo thành cầu nội phức và được viết trong dấu [ ], các ion trái dấu với cầu nội phức gọi là cầu ngoại phức viết ở ngoài dấu [ ].
Ví dụ: [ Ag(NH3)2]Cl --> [ cầu nội phức ] cầu ngoại phức
- Lưu ý: những chất như KAl(SO4)2.12H2O, FeSO4(NH4)2SO4.6H2O..... là muối kép, tuy ở dạng rắn có thành phần giống phức chất, nhưng trong dung dịch nước phân ly thành những ion đơn giản nên không phải là phức chất.

## Phân loại
Phức chất thường chia làm 2 loại: phức chất cộng và nội phức.
Trong một phức chất, số phối tử liên kết với ion trung tâm gọi là số phối trí. Số phối trí cực đại thường là 2, 4, 6, như: [Ag(NH3)2]+, [Zn(NH3)4]2+, [FeF6]3-,...
Phức chất đơn nhân là phức chất chỉ có một ion trung tâm.
Phức đa nhân là phức chất có nhiều ion trung tâm cùng loại như [Fe2(OH)2]4+, [Cu3(OH)4]2+,... hoặc khác loại như [(CN)5Co(CN)Fe(CN)5]6-, [(NH3)5CoBrCr(H2O)5]4+
Phức dị phối tử là phức chất có nhiều phối tử khác nhau, gồm có hai loại:
+ Phức đơn nhân dị phối tử: [Pt(NH3)2Cl2], [Co(NH3)3(NO2)3].
+ Phức đa nhân dị phối tử: [(NH3)5CrOHCr (NH3)5]5+, [(NH3)5CoNH2Co(NH3)5]5+
Phức đơn càng là phức chất mà phối tử chứa một nguyên tử liên kết với ion trung tâm.
Phức đa càng là phức chất mà phối tử chứa nhiều nguyên tử liên kết với ion trung tâm. Phức càng cua là phức đa càng mà phối tử tạo với ion trung tâm một vòng kín: phức của ion Ni2+ và dimetylglioxim

## Hằng số bền của phức chất

### Hằng số bền từng nấc
Đối với phức chỉ có số phối trí là 1 thì sự tạo phức được biểu diễn như sau:
M + L ⇔ ML
Đối với phức có số phối trí cao, sự tạo phức giữa ion kim loại Mn+ với phối tử Lm- được biểu diễn theo sơ đồ sau (để đơn giản không ghi điện tích)
M + L ⇔ ML                                              (k1)
ML + L ⇔ ML2                                             (k2)
ML2 + L ⇔ ML3                                            (k3)
............................................
k1, k2, k3,........ là các hằng số bền từng nấc của các phức chất tương ứng.
Các giá trị của k cho biết độ bền của từng phức và cho phép so sánh khả năng tạo phức từng nấc.
{\displaystyle k_{1}={\frac {[ML]}{[M][L]}}}; {\displaystyle k_{2}={\frac {[ML2]}{[ML][L]}}}; {\displaystyle k_{3}={\frac {[ML3]}{[ML2][L]}}}

### Hằng số bền tổng cộng
Có thể biểu diễn cân bằng tạo phức qua hằng số bền tổng cộng bằng cách tổ hợp các cân bằng từng nấc.
M + L ⇔ ML       (β1 = k1)
M + 2L ⇔ ML2 (β2 = k1.k2)
M + 3L ⇔ ML3 (β3 = k1.k2.k3)
.....................................
Theo định luật tác dụng khối lượng ta có:
{\displaystyle \beta _{1}={\frac {[ML]}{[M][L]}}}
{\displaystyle \beta _{2}={\frac {[ML_{2}]}{[M][L]^{2}}}}
{\displaystyle \beta _{3}={\frac {[ML_{3}]}{[M][L]^{3}}}}
Hằng số không bền từng nấc và hằng số không bền tổng cộng tương ứng với hằng số bền từng nấc và hằng số bền tổng cộng.
ML3 ⇔ ML2 + L (kkb1)
ML2 ⇔ ML + L       (kkb1)
ML ⇔ M + L             (kkb1)
Trong đó hằng số không bền có giá trị là nghịch đảo của hằng số bền.